# آلساندرو گامبرینی
آلساندرو گامبرینی (به ایتالیایی: Alessandro Gamberini) بازیکن فوتبال اهل ایتالیا است 

## تیم ملی
از سال ۲۰۰۷ میلادی عضو تیم ملی فوتبال ایتالیا بوده و در ۸ بازی ملی حضور داشته‌است. او در بازی‌های ملی‌اش گلی به ثمر نرساند.